# Alph River
Alph River är ett vattendrag i Antarktis. Det ligger i Östantarktis. Nya Zeeland gör anspråk på området.